# Müllheizkraftwerk Essen-Karnap
Das Müllheizkraftwerk Essen-Karnap ist eine von RWE Generation betriebene Müllverbrennungsanlage im Essener Stadtteil Karnap. Sie verbrennt täglich bis zu 3500 Tonnen Hausmüll, hausmüllähnlichen Gewerbemüll und Sperrmüll aus den Städten Essen, Bottrop, Gelsenkirchen, Gladbeck und Mülheim an der Ruhr. Das in dieser Anlage installierte Kraftwerk hat eine Bruttoleistung von 48 Megawatt (38 MW netto). Der Schornstein der Anlage ist 200 Meter hoch und das höchste Bauwerk in Essen. Der Netzanschluss erfolgt auf Hochspannungsebene in das Netz der Westnetz.

## Geschichte
Am Standort Essen-Karnap errichtete die RWE 1939 ein Steinkohlekraftwerk, das ab 1963 auch zur Verbrennung von Müll genutzt wurde. 1981 erweiterte der Betreiber das Werk um eine Heizwärmeauskopplung an die Fernwärmeschiene Ruhr. Die alte Anlage wurde 1987 durch das derzeitige Müllheizkraftwerk ersetzt. Nach der Installation eines vierten Verbrennungskessels 1993 stieg die jährliche Veraschungsleistung von rund 560.000 Tonnen auf 740.000 Tonnen. Zwei Jahre später wurden zusätzliche Rauchgasreinigungsanlagen in Betrieb genommen, um verschärfte Emissionsgrenzwerte einhalten zu können. 1997 erfolgte der Einbau einer Eindampfanlage, wodurch im Kraftwerk keine Abwässer mehr anfallen. Diese wurden bis dahin gereinigt in die Emscher geleitet.